# Srbinovo
Srbinovo (mazedon. Србиново; albanisch Sërmnova/Sërmnovë) ist ein Dorf in der Gemeinde Gostivar im nordwestlichen Teil der Republik Mazedonien. Es liegt etwa 15 Kilometer südlich von Gostivar in der Region Polog auf 845 Metern über dem Meeresspiegel. Ausläufer des Gebirgszuges Šar Planina prägen das Landschaftsbild. Das Klima ist gemäßigt kontinental.
Nach der Volkszählung 2002 hatte das Dorf 1039 Einwohner, allesamt (100 %) Albaner.